# Amadeu V de Saboia
Amadeu V de Saboia chamado O Grande, nasceu no Castelo do Bourget (Saboia) cerca de 1253 e morreu em Avinhão a 16 Outubro de 1323.
Filho mais novo de Tomás II de Saboia, conde do Piemonte, e da genovesa Beatriz Fieschi, perde o pai ainda criança e é educado pela mãe até o momento em que o seu tio Filipe I de Saboia o vem buscar para fazer os estudos junto dele, em Lyon.

## Conflitos
Aos 36 anos e como  Conde de Saboia, sucede ao seu tio paterno Filipe I, apesar da existência de um filho do seu irmão mais velho. Amadeu é tutor do outro Filipe, Filipe I de Piemonte, então menor, mas para ficar com a Condado de Saboia, da-lhe as cidades de Turim e de Pinerolo na região do Piemonte.
Amadeu V é senhor de Bresse e de Bagé por casamento com Simone (ou Sibila)  de Bâgé. Em 1295 compra o Castelo dos duques de Saboia em Chambéry que rapidamente se torna a residência condal.

## Alianças
Amadeu bate Humberto I do Viennois e o  conde de Genebra e obriga-os a serem seus vassalos pelo tratado de Annemasse. Num primeiro tempo junto do rei de França, volta-se mais tarde para Habsburgos e do imperador Henrique VII, do Sacro Império.
Em 1315, ataca a ilha de Rodes para ajudar os cavaleiros de São João de Jerusalém contra os Otomanos.

## Descendência
Amadeu casou-se duas vezes. Uma a 5 de Julho de 1272 em Lyon com Simone (ou Sibila) Bâgé, e com Maria de Brabante filha do duque de Brabante.
Do casamento com Simone nasceram:
- Bone de Saboia (v.1275 - 1294?1300),que se casará com João I de Viennois;
- Eleonor de Saboia (v.1279]-1324), casa com Guilherme I de Châlon, conde de Forez
- João de Saboia;
- Beatriz de Saboia, mais conhecida como Beatriz de Bâgé, noiva de Guilherme de Genebra;
- Eduardo de Saboia (1284 - †1329) e conde de Aosta;
- Margarida de Saboia († 1339), que se casará em 1296 à João I de Montferrat;
- Inês de Saboia (1286 - †1322), que casa a 31 de Agosto de 1297 com Guilherme III de Genebra, Conde de Genebra;
- Aimão de Saboia, o Pacífico que sucederá ao seu irmão Eduardo.

Do casamento com a Maria nasceram:
- Maria de Saboia († antes de 1334) que se casará com Hugo de La tour de Pin;
- Catarina de Saboia (? 1303 - †1336) que se casará com Leopoldo I, Duque da Áustria;
- Ana de Saboia (> 1307 - †1365) que se casará com um Andrónico III Paleólogo, imperador bizantino;
- Beatriz de Saboia (1331 - †1331) que se casará com o rei da Boémia, Henrique de Gortz.